# Grafschaft Grandpré
Die französische Grafschaft Grandpré mit dem Hauptort Grandpré in den Ardennen existierte vermutlich bereits im 11., sicher Ende des ersten Viertel des 12. Jahrhunderts. 
Sie wurde innerhalb der Familie vererbt, bis Louis de Grandpré die Grafschaft 1462 an Quentin le Bouteillier verkaufte, der sie 1467 an Heinrich II. von Borsselen weitergab. Dessen Sohn Wolfhart VI. von Borsselen, Marschall von Frankreich, † 1487, verkaufte Grandpré nach 1485 an Louis de Joyeuse, den Ehemann einer Verwandten seiner Mutter. Die Familie Joyeuse hielt die Grafschaft bis zum Aussterben der Familie in männlicher Linie 1776.

## Übergang der Grafschaft Luxemburg auf das Haus Namur
In der Grafschaft Luxemburg wurde nach dem Tode von Graf Konrad I. 1086 dessen Sohn Heinrich III. Graf; dieser verstarb jedoch 1096 ledig und kinderlos. Sein Nachfolger wurde der zweite Sohn Konrads I., Wilhelm I. Als dieser 1131 verstarb, hinterließ er nur einen Sohn: Konrad II., der jedoch bereits 1136 ohne Nachkommen zu hinterlassen verstarb. In der Rangfolge standen nun die beiden noch lebenden Nachkommen Konrads I.: Luitgard (1120 † 1170), die Schwester Konrads II., verheiratet mit Heinrich II. Graf von Grandpré, und Ermesinde, die Tochter Konrads I., die in zweiter Ehe mit Graf Gottfried von Namur (1068 † 1139) verheiratet war.
Kaiser Friedrich I. Barbarossa übertrug daraufhin die Grafschaft Luxemburg Heinrich dem Blinden, dem ältesten Sohn des Gottfrieds und Ermesindes, die Ansprüche Liutgards übergehend. Er wollte damit wohl auch verhindern, dass die Grafschaft an die französischen Grafen von Grandpré fiel.

## Grafen von Grandpré
- Hildrade Hecelin I., Graf 1008/1020
- Hermann, Graf, dessen Sohn; ⚭ Judith de Roucy, Tochter von Giselbert, Graf von Roucy, Witwe von Manasses I. Graf von Rethel
- Henri Hecelin II., Graf 1061/1097, dessen Sohn
- Henri I, Graf von Grandpré, Graf von Porcien, 1120/24 wohl auch Graf von Verdun, dessen Sohn
- Henri II., Graf von Grandpré, † 1188/1190, dessen Sohn; ⚭Luitgard von Luxemburg, † vor 1170, Tochter von Wilhelm, Graf von Luxemburg (Wigeriche)
- Henri III, † 1211, dessen Sohn; ⚭ Isabeau de Coucy, Tochter von Raoul I. de Coucy (Haus Boves), Witwe von Raoul I., Graf von Roucy
- Henri IV., † 1229, Graf von Grandpré, deren Sohn
- Henri V., † 1287, Graf von Grandpré, dessen Sohn
- Jean I., † um 1314, 1287 Graf von Grandpré, dessen Sohn
- Jean II., 1319/1373 bezeugt, dessen Sohn
- Edouard I., † vor 1396, dessen Sohn
- Jean III., 1395/1415 bezeugt, dessen Sohn
- Louis, † 1446/47, dessen Sohn
- Edouard II., † wohl 1470, Bruder Jeans III., 1447 Graf von Grandpré
- Louis, 1456 bezeugt, dessen Sohn

Louis de Grandpré verkauft die Grafschaft 1462 an Quentin le Bouteillier, der sie 1467 an Heinrich II. von Borsselen weiterverkauft. Dessen Sohn Wolfhart VI. von Borsselen, Marschall von Frankreich, † 1487, verkauft Grandpré nach 1485 an Louis de Joyeuse, dem Ehemann einer Verwandten seiner Mutter
- Heinrich II. von Borsselen, † 1474, 1467 Graf von Grandpré (Haus Borsselen); ⚭ Johanna von Halewyn, Tochter von Olivier von Halewyn und Marguerite de la Clyte
- Wolfhart VI. von Borsselen, † 1487, Graf von Grandpré, Earl of Buchan, Marschall von Frankreich
- Isabeau de Halewyn, Gräfin von Grandpré, Tochter von Jean de Halewyn und Jeanne de la Clyte; ⚭ Louis de Joyeuse, † 1498, Graf von Chartres
- Robert, † nach 1556, Graf von Grandpré, deren Sohn
- Foucault, † 1597, Graf von Grandpré, dessen Sohn
- Robert, 1589 als Graf von Grandpré bezeugt, dessen Sohn
- Claude, † nach 1614, Graf von Grandpré, dessen Bruder
- Pierre, X 1621 vor Montauban, Graf von Grandpré, dessen Sohn
- Marguerite, Gräfin von Grandpré, dessen Schwester; ⚭ Antoine François de Joyeuse, ihr Vetter, † nach 1629
- Charles François, † 1680, Graf von Grandpré, deren Sohn
- Jules, † nach 1712, Graf von Grandpré, dessen Sohn
- Jean Anne Gédéon de Joyeuse, † 1774, 1712 Graf von Grandpré, ein Vetter 2. Grades von Jules
- Jean Armand, † 1774, Marquis de Joyeuse, Graf von Grandpré, dessen Sohn
- Anne Gédéon Armand, † 1774, Graf von Grandpré, dessen Sohn
- Anne Antoine Armand, † 1776, Marquis de Joyeuse, Graf von Grandpré
  - Honorée de Joyeuse, † 1809, Schwester Jean Armands, letzte Angehörige des Hauses Joyeuse; ⚭ Augustin Louis Hennequin, 2. Marquis d’Equevilly, † 1794
- Louis-Marie-Joseph Ohier, 1761–1846, Comte de Grandpré, Forschungsreisender